# Orbán-ház
Az Orbán ház 1983 óta a falu és a környék múltjával foglalkozó kiállításoknak ad helyet. A hagyomány szerint a család őse 1660 körül költözött Pétervásáráról a faluba, mint a Keglevich földesúr ispánja, aki 1666-tól Szilvás egy részének birtokosa volt. Ezzel szemben Lehoczky Alfréd Szilvásvárad középkori történetét feldolgozó anyagában Szilvásvárad paraszti népességének első lajstroma, az 1549-dézsmajegyzék szerint már lakott a faluban egy Orbán János nevű jobbágy. A família ismeretlen időben nemességet nyert. Szilváson ez volt az egyetlen kisnemesi család. Gál Gyula (1919-2000) helytörténész, tanár anyagában az alábbiakat olvashatjuk ezzel kapcsolatban: „Hogy az Orbán család mikor, miért kapta a nemesi rangot, sajnos eddig nem tudtam fényt deríteni. Az azonban bizonyos – az eddigi kutatások eredménye alapján -, hogy az 1700-as években már viselték a nemesi címet.” Gál Gyula adatait annyival tudjuk kiegészíteni a levéltári adatok alapján, hogy a településen 1785-ben még az egri püspökségnek adózók között található egy Orbán József nevű jobbágy. Viszont a helyi református egyház 1802. évi születési anyakönyvében a július 16-án született József nevű gyermek édesapja már Nemes Orbán Zsigmondként van feltüntetve. A Borsod vármegyei nemesség-összeírások között pedig Szilváson, 1809-ben Orbán Péter és Orbán János neve már a nemesek között szerepelt. A 19. században a család három ága ismert, akik egymástól függetlenül gazdálkodtak. Kettő a mai helytörténeti kiállítóhely telkén lakott, egy pedig azzal szemben, az úttest és a patak között. Ezt a kisebb lakóházat 1965-ben lebontották. A jelenleg álló házat Orbán József (1831-1897) építtette feltehetően fazsindely vagy zsupfedéssel 1880 körül. Ez a ház a falu jelentős részével együtt az 1894-es tűzvészben leégett. A korabeli sajtótermékek közül három újság is foglalkozott az esettel.
A Budapesti Hirlapban ezt írták a tűzvészről: „Tüzvész. Miskolci levelezőnk telegrafálja: Szilvás helységből jelentik, hogy ott szélviharban nagy tüzvész pusztított, mely harminc házat és sok szénát elhamvasztott. A veszedelem háromszáznál több embert sujtott.”
A Pesti Naplóban az alábbi írás jelent meg: „Nagy tüz Szilváson. Megirtuk, hogy Szilvás borsodmegyei községben nagy tüz pusztitott. Tudósitónk a tüzről a következő részleteket jelenti: A tüz Kozák János istállójában keletkezett. Kozák este Egerbe indult a heti vásárra és elfelejtette az istállóban a lámpát eloltani. Felesége a kis leányát küldte, hogy csavarja le a lámpát. A leány azonban véletlenül leütötte a lámpát, amelyből a kőolaj szétömlött és lángot fogott. Az istálló csakhamar lángokban állott és meggyulladt a közelben levő szénatartó is. Éppen vihar volt, amely élesztette a lángokat és gyorsan tovább vitte egyik házról a másikra. A lakosság annyira megrémült, hogy teljesen elvesztette a lélekjelenlétét. Hozzá sem fogott az oltáshoz, csak jajgatott és kétségbeesve nézte, mint lesz mindene a tüz martalékává. A tüz estétől másnap délig folyvást égett. Összesen negyven ház, sok kazal széna és szalma lett a lángok áldozatává. Néhány száz ember jutott koldusbotra. A kár igen jelentékeny. A lakosság rendkivüli módon el van keseredve a gondatlan Kozák-család ellen.”
A Pesti Hirlapban pedig az alábbi rövid írást közölték: „Tüzvész. Szilvás borsodmegyei községben, mint nekünk jelentik, borzasztó tüzvész pusztitott. Negyven ház, nyolcvan kazal gabona leégett. A kár meghaladja az 50,000 forintot. Kétszáz ember hajléktalan.”
A tűzvész előtti ház formájáról keveset tudunk, de a családi hagyomány úgy tartja, hogy nyeregteteje volt fazsindellyel, udvari homlokzatát pedig faámbitus védte. 1896-ban a nyeregtetőt kontytetőre, a fedést terméskő palára cserélték, a falakat 80 centiméterrel megemelték, a ház udvari oldalára pedig kőlábas gangot építettek.
Az épület 1975-ben került a Heves megyei Múzeumok Igazgatóságához. A műemléki helyreállítás során (1978-1982) a Heves megyei Múzeumok Igazgatósága a lehetőségekhez mérten megtartotta az 1978. évi állapotot. A ház tetejét (annak rossz állapota miatt) teljes egészében műemléki palára cserélték, illetve egyetlen új ajtónyílással összekapcsolták a két lakás helyiségeit. A műemléki helyreállítást megelőző falukutatás a hazai népi építkezés egyedülálló emlékét tárta fel, mégpedig egy faház maradványait. Az utcára néző lakás harmadik helyiségében egy régebbi, zsilipelt szerkezetű építmény falának részleteit és teljes ajtókeretét őrizte a kőfal, mivelhogy 1880 körül a kőház építésekor a helyszínen lévő faházat nem bontották le, hanem beépítették az új ház falaiba. A 17-18. századra becsülhető maradványokat konzerválták és szabadon hagyták, hogy a látogatók megtekinthessék azokat.
A műemléki helyreállítás időszakából származó újságok, folyóiratok cikkeiből érdekes adalékokat tudhatunk meg. Részlet a Népújság 1978. november 2-ai számának vonatkozó cikkéből: „Felújítják az Orbán-házat. Falumúzeumot létesítenek Szilvásváradon. Az egri Dobó István Vármúzeum támogatásával jövőre egy állandó falumúzeummal gazdagodik Szilvásvárad. Az Ózd felé vezető út mellett álló, évek óta romos állapotban levő Orbán-házat ugyanis megvásárolták, s ott egy állandó kiállítást nyitnak majd. Jelenleg az épület helyreállítását végzik: a két konyhából, előszobából, négy szobából és a hozzá tartozó udvarból, istállóból Heves megye és a Bükk egyik legértékesebb helytörténeti, régészeti, néprajzi múzeuma lesz. […] A helyreállítás és a falumúzeum berendezése előreláthatólag a jövő év nyarára befejeződik.”
Részlet a Múzeumi Közlemények 1981/1. számának írásából (Bodó Sándor: Népi műemlékek múzeumi berendezéséről): „Szilvásváradon, az ún. „Orbán-ház"-ban (Miskolci u. 58.) ugyancsak múzeumi eszközökkel megrendezendő kiállítás készítését tervezzük. Helyzetünk az abasári kiállítóhellyel szemben annyival egyszerűbb, hogy a hét lakótérből álló ház egyetlen helyiségében sem maradt olyan tüzelő- vagy más berendezés, amelyet a rendezés során feltétlenül figyelembe kell venni. Az épület falainak megkutatása azonban igen komoly értékként előtárta a ház gerendákból ácsolt eredeti falszerkezetét, amit viszont a helyreállítás befejező stádiumában remélhetőleg sikerül majd bemutatni. A szilvásváradi kiállítás tárgyának tervezésekor figyelembe vettük azt, hogy a jeles idegenforgalmi-turisztikai központ már rendelkezik egy erdészeti szabadtéri múzeummal (ahol az erdei mesterségek emlékanyagával ismerkedhet a látogató) s egy lótenyésztéstörténeti kiállítással (ahol a lipicai ló tenyésztésének történetét, a bognár és kovácsmesterségek munkaeszközeit, termékeit mutatják be). Az „Orbán-ház"-ban tehát olyan állandó kiállítást készítünk elő, amely a Bükk életét természettudományos szempontból tekinti át. A vezérfonal a földtörténeti kronológia. Az őslénytani anyag négy termében a földtörténeti ókortól mutatjuk be a flóra és a fauna ősmaradványait, majd a további termek átvezetik a látogatót a fosszilis élővilágból a récens állatok és növények világába. A kiállításban rá szeretnénk mutatni a Bükki Nemzeti Park tevékenységére és munkájának jelentőségére is.”
A felújítást követően 1983. április 22-én nyílt meg a kiállítás a „Bükk természeti képe” címmel. Ez a kiállítás a kőzettörténettől a régészeti anyagokon át az élővilágig mutatta be a környék értékeit.
Részlet a Népújság 1983. április 22-ei számából: „Állandó kiállítás a Bükkről Szilvásváradon. Megnyitja kapuit az Orbán-ház. Mától megtekinthető a barlangi medve és a 300 millió éves kövület. Több éves tervező és kivitelező munka végére kerül ma délelőtt pont, amikor Szilvásváradon az Orbán-házban megnyitják a látogatók előtt az új kiállítóhelyiséget. A XVIII. századbeli épület külsejében is megszépülve várja mindazokat, akik kíváncsiak a Bükk történelmére, kialakulására, településeinek kultúrájára, az erdők, mezők, élővilágára. Holnaptól hétfő kivételével minden nap megtekinthető az a kiállítás, melyet a Heves megyei Múzeumok Igazgatósága nagy gonddal tervezett és valósított meg. A bemutatott anyag jól tagoltan, áttekinthetően tárja az érkezők elé hazánk egyik legszebb természeti vidékének, a Bükki Nemzeti Parknak és környékének képét. […] Az állandó kiállítással minden bizonnyal Szilvásvárad és Heves megye egyik leglátogatottabb múzeumi helyisége nyitja meg kapuit ma az Orbán-házban.”
Részlet a Déli Hírlap 1983. április 29-ei számának vonatkozó cikkéből: „A NEMZETI PARK ÁLLANDÓ KIÁLLÍTÁSA. Nem kis feladatra vállalkozott a Heves megyei Múzeum, illetve a Bükki Nemzeti Park igazgatósága, amikor elhatározták, hogy közösen elkészítik azt az állandó kiállítást, amely hazánk egyik legszebb területét, a Bükk hegység javarészét felölelő nemzeti parkot mutatja be. A Bükk egyik legszebb részének tartott Szilvásváradon, a Miskolci út 58-as számú házban, vagy ahogy a szilvásváradiak nevezik, az „Orbán-házban” megnyitották A Bükk természeti képe című állandó kiállítást. Mit láthatnak a Szilvásváradra látogatók az „Orbán-házban”? Kérdésünkre dr. Bartucz Ferenctől, a Bükki Nemzeti Park igazgatójától kaptunk választ: - Ha röviden válaszolok, akkor a Nemzeti Park átfogó képét, mint azt a kiállítás címe is jelzi. Részletesebben: állat- és madárpreparátumok, fotók, tablók segítségével mutatjuk be a Bükk élő és élettelen világát. Háromszázmillió éves geológiai kövület, levéllenyomat, virágok és madarak serege, a bükki barlangi medve csontváza várja többek között a látogatókat. Amit itt elmondtam, az természetesen csak töredéke a kiállított anyagnak. Célunk kettős volt: bemutatni a Bükk állat-, madár-, növényvilágát, de úgy, hogy a tárlókban levő anyag segítséget nyújthasson a természet alaposabb megismeréséhez. […] Külön kell szólni magáról az Orbán-házról, amelyben az állandó kiállítást berendeztük. A község egyik legszebb kultúrtörténeti műemléke. Most újították fel, és így valóban méltó helyre került tárlatunk. A Bükk természeti képe című állandó kiállítás hétfő kivételével mindennap megtekinthető.”
Néhány statisztikai adat a látogatók számáról a kiállítás megnyitásának idejéből, illetve az első hónapokból:
·       1983. április 22.: 389 fő
·       1983. április 22-től május 1-ig: 1098 fő
·       1983 májusában: 1878 fő
·       1983 júniusában: 1857 fő
·       1983 júliusában: 2162 fő

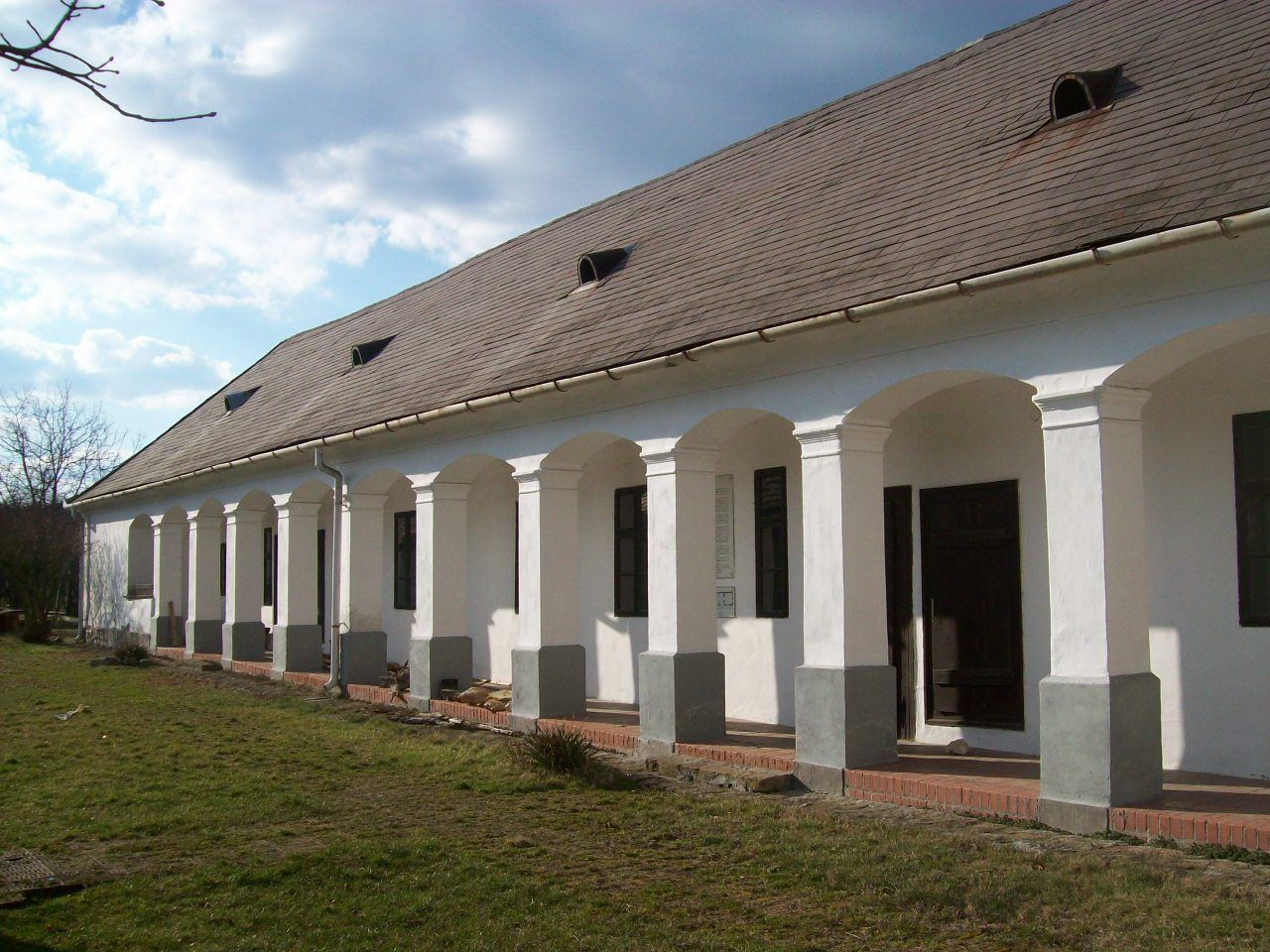
A szilvásváradi Orbán Ház.

Az Orbán Ház rendszerváltás utáni helyzetét is bemutatja a Magyar Nemzet 1991. október 16-ai számának cikkéből vett részlet: „Eltájolt házak (1) Tegyenek velük amit akarnak […] A művelődési minisztérium 1989 végén kezdeményezte először, hogy e kis kiállítóhelyeket a megyei múzeumok adják át a helyi önkormányzatoknak. Ezek majd eldöntik, akarják-e, tudják-e fenntartani, vagy megváltoztatják a funkciójukat. A baj csupán az, tudtam meg Bodó Sándortól, a minisztérium közgyűjteményi főosztályának vezetőjétől, hogy a helyi önkormányzatok nemigen akarják átvenni, kezelni ezeket az épületeket. Hogy akkor miért nem zárják be és adják el őket? A múzeumi törvény előírja, hogy a megyei önkormányzatnak kötelessége fenntartani a megye múzeumi szervezetét. Patthelyzet. Tehát vagy a megyei önkormányzat a saját hatáskörében megszünteti, ezeket a tájházakat, kiállítóhelyeket, és átadja az épületet az önkormányzatnak, hogy az tegyen vele, amit akar, vagy bizonyos megszorításokkal eladják magántulajdonba. - Vajon védettek-e ezek az épületek? - kérdeztem. - A kiemelkedő népi építészeti emlékek megmentésének egyik bevált gyakorlata három évtized óta az úgynevezett „helyben megőrzés”. Ezekben az épületekben többnyire a XIX. század végi, XX. század eleji falusi életformát bemutató tájházakat rendeztek be. Maga a tájház kategória a szükséges védettséget eleve biztosította - mondja Bodó Sándor. - Műemléki szempontból azonban csupán egy részük védett, s amennyiben tulajdonos és szerepváltás következne be, az igazi értéket képviselő épületeknél valóban szükség lenne arra, hogy megkapják a törvényes védelmet. […] Petercsák Tivadar az egri Dobó István Vármúzeum igazgatója és egyben a megyei múzeumok igazgatója, a Heves megyei múzeumhelyzet legjobb ismerője így foglalta össze törekvéseiket: - Ez év elejétől önkormányzati tulajdonba adtuk azt a hat kis kiállítóhelyet, javarészt tájházakat, amelyeknek kevés látogatójuk van. A kis látogatottság évente százötven-kétszáz embert jelent, a legnagyobb közülük a szilvásváradi Orbán-ház, amelyet körülbelül tízezren szokták megnézni. A tulajdonjog átadása annyit jelent, hogy a kiállított anyag a miénk marad, a mi szakembereink tartják karban, az épületek fenntartása, esetleges javítása azonban már a helyi önkormányzatokra hárul. A lépésünket indokolta, hogy kevesebb a pénzünk, csak a megyei intézmények ellátására elegendő. A döntés előnye viszont az, hogy talán megnő a helyi érdekeltség. A belső turizmus csökken, a külföldiek egyéb más látnivaló híján nemigen vetődnek el ezekbe a falvakba, a tájházak forgalmának fellendülését tehát tőlük hiába várnánk. Elsősorban a helyi közösségeknek lenne tehát szükségük ezekre a gyűjteményekre, nekik fontos az, hogyan éltek a nagyszüleik, az őseik. Jobban be lehet például vonni ezeket az épületeket a helyi kulturális életbe, rendezvényeket tarthatnak az udvarukon, felkelthetik segítségükkel a kisiskolások érdeklődését. Mivel ezek javarészt műemlék épületek, a mi tudtunk nélkül nem szüntethető meg bennük a múzeum. Amennyiben az önkormányzatnak más céljai vannak ezekkel az épületekkel, akkor is ki kell találni számukra valami új szerepkört. Eltüntetni, lebontani nem lehet. […] A szilvásváradi Orbán-házat, a kisnemesi Orbán család egykori lakóhelyét, amelyben a Bükk természeti képei című kiállítás tekinthető meg, a kis múzeumok között a jobban látogatottak közé sorolta a megyei múzeumok igazgatója. Egri Zoltán polgármestertől az alábbiakat tudom meg az Orbán-ház jövőjéről: - Nem tagadom, hogy nekünk is teher az Orbán-ház fenntartása. Az első félévben mindössze hétezer forint bevételt hozott, a gondnok fizetése meg ennek vagy a tízszerese. A belépőjegy ára öt forint. Annakidején még a SZOT üdülő kultúrosa hozta ide a beutaltakat, ez a helyzet azonban megváltozott. Alig van beutalt, az üdülőben szállóvendégek laknak, azoknak meg nem lehet kötelezővé tenni, hogy ide eljöjjenek. Egyébként is nagyon sok az átfedés a mi anyagunk és az erdészeti múzeum anyaga között, arról már nem is beszélve, hogy az sokkal jobban útjába esik a sétálóknak. Felesleges kitömött muflont kiállítani itt is, meg nálunk is. Így hát, mivel az Orbán-ház éves fenntartása kétszázezer forintunkba kerül, a bevétel pedig csupán húsz-harmincezer, arra gondoltunk, hogy más módon hasznosítjuk az épületet. Nem kocsmát, nem is büfét akarunk nyitni a múzeum helyén, hanem valami olyan szerepet szánunk neki, amely eltartja ugyan magát, de nem áll ellentétben a hely szellemével. Lehetne például kézművesek háza, olyan élő műhely, amelyben a helyi népművészek alkotnának, tanítanák az iskolásokat korongozni, szőni. Ebben az esetben minden fenntartási költséget ők vállalnának, nekik adnánk bérbe az épületet.”
A Heves Megyei Nap 1998. június 12-ei számában a következő kis írás jelent meg az Orbán Házzal kapcsolatosan: „Szilvásvárad: Tizenöt éves az Orbán-ház kiállítása. Éppen 15 éve, 1983-ban nyílt meg az Orbán-házban (Miskolci út 60.) A Bükk természeti képe című kiállítás, mely a hegység közel 300 millió éves földtörténetét mutatja be. A hat termet kitöltő anyag a jó időre való tekintettel idén már húsvéttól látható - tájékoztatta lapunkat Poczik Lászlóné, a múzeum gondnoka, aki elmondta azt is, hogy az utóbbi években a forgalom visszaesett, évente öt-hatezer látogató jön, az elmúlt két hónapban pedig körülbelül hét-nyolcszázan voltak kíváncsiak Szilvásvárad eme szép múzeumára.”
A Heves Megyei Hírlap 2003. október 24-ei számának „Csinosítás és turistacsalogatás” című cikke röviden bemutatja az Orbán Ház akkori helyzetét: „[…] Az Orbán-házban jelenleg az egri vármúzeum kiállítása látható, amely jellegében inkább az erdészeti múzeumba kívánkozik. Helyére helytörténeti és kézműves-kiállítást terveznek.”
2004-től 2010-ig különböző időszakos kiállítások vették át a régi kiállítás helyét. A korabeli újságcikkek segítségével ebből az időszakból is rekonstruálható néhány esemény.
A Heves Megyei Hírlap rövid írása 2004 júliusából: „Szilvásvárad - Az Orbán-ház egyik termében a bélapátfalvi régi cserépgyár termékeit láthatják az érdeklődők, hétfő kivételével naponta 10 és 17 óra között. A múzeum másik három helyiségében ma 17 órakor nyílik meg a hímestojás-kiállítás.”
A Heves Megyei Hírlap 2005. március 14-ei számának cikke az Orbán Házról:
„Új tárlat az Orbán-házban. A TERV. Képzőművészeti foglalkozások is lesznek. (SZ. R.)
SZILVÁSVÁRAD. A közelmúltban bontották el a Dobó István Vármúzeum szervezésében egykor megnyitott természettudományos kiállítást az Orbán-házban, s máris új „gazdái” vannak a kiállítóhelynek. Az önkormányzat a településen élő Pelcz Zoltán-Debreczeni Zsóka házaspárt bízta meg a létesítmény működtetésével, illetve berendezésével. Az Orbán-ház festése, az új funkcióhoz történő átalakítása jelenleg is gőzerővel zajlik. A tervek szerint ugyanis a húsvét előtti héten már új kiállítást láthatnak az érdeklődők. A nyolc bemutató helyiségből álló épületben a házaspár utóbbi években készült alkotásai kapnak majd helyet. Az elképzelések szerint menet közben időszakos kiállítások is megjelennek a házban. A kiállítótér funkcióját azonban még ettől is tovább gondolták, így képzőművészeti foglalkozásoknak is helyet ad a jövőben a létesítmény. A művészpár a legkisebbeknek éppúgy szervez majd képzőművészeti délutánokat, ahogy igény esetén a nagyobbak, illetve a felnőttek művészeti pályát előkészítő kurzusaira is sort kerítenek. Érdekesség lesz, hogy előkészítés alatt áll egy animációs kurzus is. A munkába immár a házaspár ugyancsak művészeti pályát választó fia, Balázs is besegít. A rendszeres foglalkozásokkal és kiállításokkal nem csupán a helybelieknek nyújtott programkínálat lesz szélesebb, hanem a nyaranta itt pihenők is bekapcsolódhatnak az Orbán-házban zajló munkába, művészeti életbe.”
A Heves Megyei Hírlap 2005. március 22-ei számának vonatkozó írása:
„Ódon falak között (Négyessy)
SZILVÁSVÁRAD Az Orbán-házban a hét végén nyílt meg a községben élő művész házaspár, Debreczeni Zsóka és Pelcz Zoltán alkotásainak kiállítása. Az ország számos városában, sőt külföldön is bemutatkoztak már, lakhelyükön viszont még nem. Összeállítottak egy éves programot, s átadták a polgármesternek, Antalné Filipcsényi Katalinnak. Arra nem volt idejük, hogy a tárlatnyitóra új munkákkal készülhessenek, s arra sem, hogy magántulajdonból kölcsönkérhessék régebbi kerámiáikat. A közönség mégis elégedett lehet, mert 50 olyan alkotást nézhet meg, amelyeket a házaspár féltett kincsként az otthonában őrzött. Az Orbán-házba többször is érdemes visszatérni, mert a művészek úgy tervezik, hogy bővítik, illetve cserélik a látnivalót. Őszig más programmal is szeretnének kirukkolni. A ház adottságai lehetővé teszik, hogy időszakosan, az ő anyagukkal szimultán más bemutatót is rendezzenek. Pár éve a saját kertjükben, házukban hangulatos koncerteket tartottak zenész ismerőseik, barátaik. Hasonló hangversenyt szeretnének rendezni az Orbán-ház udvarán, továbbá gyerekműsorokra, irodalmi előadásokra is gondoltak. A szervezésben Sallainé Giziké segít. A nyárra képzőművészeti foglalkozásokat terveznek kicsiknek, nagyoknak, és felkészítést felvételire, fejmintázásból. Utóbbit az egyik nagyfiuk, Balázs vállalta, aki Budapesten a Képzőművészeti Egyetemen szobrászatot tanul, a mestere Kő Pál.”
A Heves Megyei Hírlap 2007. augusztus 6-ai számának cikke:
„Tojásdíszítők nemzetközi találkozója Szilvásváradon
Szilvásváradon tartotta összejövetelét a Tojásdíszítők Nemzetközi Társasága az elmúlt napokban. A találkozó alkalmat kínált arra, hogy megismerjék egymás munkáját, ellessék a különleges fortélyokat. Végül az Orbán-ház két termét az egyesület tagjainak munkáiból rendezték be. Látható itt viaszrátétes, karcolt, magrátétes, áttört, festett és batikolt tojás. A kiállítást augusztus 7-től a nagyközönség is megtekintheti, hétfő kivételével minden nap, délutánonként. Augusztus első felében egy helytörténeti kiállítás is nyílik majd a műemlék jellegű épületben. Szaniszló László polgármestertől megtudtuk, hogy végleges formáját a jövő évben kapja meg a ház. Ugyancsak állandó jelleggel kőzettani és őstörténeti kiállítást terveznek ide. A szervezők a helybeliek aktivitására is számítanak. A változó kiállítási részlegbe régi fényképeket, képeket keresnek, amelyek Szilvásváradról, itteni épületekről, utcarészletekről, emberekről készültek. Szintén kutatnak régi használati tárgyak, gyűjtemények után, amelyek a községhez valamilyen formában kapcsolódnak. A tárlatok megnyitását megelőzően felújították az Orbán-ház homlokzatát.”
2010-től látható a jelenlegi bemutató, ahol a közelmúlt paraszti eszközeitől, az ősember időszakán és a bronzkor földvárépítőin keresztül a 350 millió éves kőzettani múltig megismerheti a látogató a környék különleges értékeit.
Részlet a Heves Megyei Hírlap 2010. május 11-ei számának cikkéből:
„Háromlábú lábas, eszváta
IDŐUTAZÁS A házaknál már nem látható tárgyakat állították ki
Megnyitották Szilvásváradon az Orbán-házat. A turisták nemcsak az épületre csodálkozhatnak rá, hanem a benne rejlő kincsekre is. Négyessy Zita
De jó lenne belülről is megnézni - vágyakozhattak sokan a turisták közül, amikor végigsétálva Szilvásvárad főutcáján, a kerítésen át megpillantották a hívogató, hófehérre meszelt, tornácos népi műemléket, az Orbán-házat. Az épület hosszú időn át nyitva állt a látogatók előtt. Sőt az interneten vagy az útikönyvekből tájékozódók most is azt gondolják, hogy a Bükk hegység 300 millió éves történetét, a kőzeteket, a növény- és állatvilágot ismerhetik meg, ha bejutnak a kiállításra. Valóban ez így volt. Az ősemberek által használt eszközöket, csigagyűjteményt és bükki kerámiákat őriztek a szobák mindaddig, míg azok évekkel ezelőtt vissza nem kerültek Egerbe, a Dobó István Vármúzeum gyűjteményébe. Ezután a ház üresen állt, a helybelieknek vérzett a szívük, hogy egy látványossággal kevesebb maradt a falunak. Szaniszló László polgármestertől megtudtuk, hogy az ingatlan az önkormányzaté. Ezért a képviselő-testület döntése értelmében olyan hasznosítást kerestek a háznak, hogy azt a szilvásváradiak a magukénak érezhessék. Megnyerték az ügynek Gál Árpádot, aki nemcsak megőrizte édesapja, a néprajzkutató Gál Gyula hagyatékát, hanem még gyarapította is azt. Szebbnél szebb tárgyakat gyűjtöttek össze a régi időkből. Eszközöket, amelyekkel a hajdanvolt falubeliek dolgoztak, megkönnyítették hétköznapjaikat, szebbé tették az életüket. Gál Árpád azokkal a tárgyakkal rendezte be az Orbán-házat, amelyekkel dédszüleink naponta találkoztak, de amiket mi már csak a múzeumokból, régi fotókról ismerhetünk. [...] Az Orbán-házba csak akkor szabad bemenni, ha időt szánunk a nézelődésre. Itt minden tárgynak lelke van, és talán meg is bántódnának, ha nem fordítanánk rájuk kellő figyelmet. Meg kell nézni a katonaládát, a katonacsizmát, a katonalevelet, s hozzágondolni, mennyi bánatnak, micsoda büszkeségnek lehettek tanúi ezek a holmik. Érdemes elképzelni annak a menyasszonynak is a sorsát, akinek megérinthetjük a gyöngyös pártáját. Az sem utolsó élmény, ha a teremőr bekapcsolja nekünk a rádiót, amelyből még a háború idején hallgathatták a híradást. Szerencsére az épület oly hatalmas, hogy mindennek jutott hely, átgondolt elrendezésben. Gál Árpád igyekezett úgy társítani a tárgyakat, ahogyan azok a régmúltban összetartoztak. A legtöbb látnivalót a konyha kínálja. Megcsodálhatjuk eleink találékonyságát - például a percentős motollán-, hogyan próbálták megkönnyíteni munkájukat. S láthatjuk szépérzéküket is az aprólékos gondossággal kivarrt kendőn.”
Részlet a Heves Megyei Hírlap 2010. május 30-ai számából, az őstörténeti kiállítás megnyitása kapcsán:
„Bizonyosan itt lakott az ősember
ÁSATÁSOK Szilvásváradon állandó őstörténeti kiállítás nyílt a leletekből
Van abban valami megnyugtató, hogy nem tűnünk el nyomtalan. Az ősember életének maradványait is megőrizték a Bükk barlangjai. Négyessy Zita
- Hihetetlen gazdag a leletanyag, ami itt található - mondja Regős József, Szilvásváradon élő kutató. - Az első ásatás 1912-ben történt Istállóskőn, s azóta persze többször is kutattak a helyszínen. A Bükkben 52 barlangot már jól ismerünk, s összeállítottunk egy listát, amin további 111 szerepel, amit érdemes lenne régészetileg is feltárni. Meggyőződésem, hogy annyira különleges vidék a Bükk, hogy méltán lehetne a világörökség része. Amíg ezt a címet elérik, s ezáltal a külföldiek érdeklődését is felébresztik a hely iránt, kedvcsinálóként nyílt egy őstörténeti kiállítás a szilvásváradi Orbán-házban. [...] Az Orbán-házi kiállítás első termében kőzettörténetet láthatunk. Ez is bizonyítja, hogy valóban különleges helyszín a Bükk, mert valóban sokféle kőzetből - egyebek mellett vulkanikus, agyagpala, mészkő - épül fel. A tárlat összeállítói a gyermekkorú látogatókra is gondoltak. Ezért megalkottak egy ősemberes életképet, amely bemutatja, hogyan élhettek itt 30-40 ezer évvel ezelőtt az emberek. A vitrinben eredeti régészeti leletek és másolatok tekinthetők meg. Különösen érdekes az egyik sarok, amelyben egy régészeti szelvényt mintáztak meg. Így megfigyelhető, miképpen rakódtak egymásra az évezredek hagyatékai. A következő helyiségben az új kőkortól a vaskorig tartó időszak leletei találhatók. Kiemelten foglalkoztak a kiállítók a bükki kultúrával, a kyjatice (a később bronzkor) kultúrájával. Ezt az időszakot idézi a sáncvár makettje. A vaskori vitrin mellett a vasolvasztó buca-kemence látható, s egy rekonstruált szövőállvány. Olyan, amivel a vaskori asszonyok készíthették a kelmét. Amikor még 1963-ban bővítették az utat - ami bevezet Szilvásváradra -, előkerült egy sír, amiben egy női csontváz feküdt felékszerezve. Ezekről a díszekről megállapították a régészek, hogy szkíta korabeliek. A másolatok most ugyancsak láthatók az Orbán-házban, hasonlóképpen megjelenítve, ahogyan előkerültek az eredeti csecsebecsék: a csontváz karján, ujján, nyakában. A vaskultúra útja is érdekes, ami Szilvásváradon is áthalad. Ennek az Európán átívelő útvonalnak az egyik állomása a település, s a kiállításon egy tabló mutatja a környékbeli állomásokat. Az összefoglaló térképen a Bükk régészeti helyei láthatók. A gyerekeket meglepetés is várja, kipróbálhatják egy őrlőkövön, hogyan vált a búza lisztté, amikor még nem voltak malmok, s kézzel dolgozták meg a terményt, hogy azt megsüthessék kenyérnek. Regős József biztos benne, hogy a kiállítás anyaga egyre gazdagodik majd, ahogyan a feltárások során mind több lelet előkerül.”
Részlet a Magyar Hírlap 2010. június 5-ei cikkéből:
„Az őstörténettől a néprajzi kincsekig
Szilvásváradi helytörténeti néprajzi múzeum
Orbán-ház, Szilvásvárad Április óta ismét nyitva
Ismét megnyílt Szilvásváradon az Orbán-ház. Szilvás - 1906-tól Szilvásvárad - patak menti és egyben út menti település. Fő utcája a telkes parasztok lakóházaival, a Nagy sor, ma Miskolci út. Ezen a soron áll a falumúzeum épülete, az Orbán-ház. Az állandó kiállítás a község helytörténetével és néprajzi örökségével ismerteti meg a látogatót. A kiállítás két fő részből áll, részben a néprajzi tárgyakat és a falu helytörténetét mutatja be, illetve részben a Regős József által rekonstruált tárgyi emlékeket, emellett egy kőzettani összeállítást is, és a Bükk őstörténetébe is érdekes betekintést ad. Szilvásvárad régi település, itt még az emberi élet kezdetleges formái is fellelhetők. E korszakok lenyomata az őstörténeti kiállítási részben ismerhető meg. Az egymást követő és egymásra települő népcsoportok és szórványkultúrák után a népesség megerősödik, és önálló életet élő közösséggé alakul, amely a környezet adottságait kihasználva településsé fejlődik. Az itt élők maguk készítik házaikat, szerszámaikat, eszközeiket, és évszázadok alatt létrehoznak egy kultúrát, amely egy népcsoport sajátja lesz. A helytörténeti, néprajzi gyűjtés egy-másfél évszázadra tekint vissza. Leginkább a paraszti kultúrát és annak tárgyait tárja elénk. Az egykori parasztember élete s tisztelete az őt körülvevő környezet iránt példa értékű, többek között ahogy a környezete adta nyersanyagokból létrehozza használati eszközeit, funkcionális tárgyait, amelyek elkísérik a bölcsőtől a koporsóig. Ilyen jelentős tevékenység volt a textilfeldolgozás is, melynek eszközei és folyamata is megtekinthetők. Ez a kiállítás tisztelgés a település mindenkori lakói előtt, akik történelmünket írták és írják. [...] A múzeum az állandó kiállítás mellett időszakos gyűjtemények, tárgy együttesek bemutatását is lehetővé teszi.”
A közelmúlt történéseit is nyomon követhetjük a különböző sajtótermékek cikkeiből:
A Heves Megyei Hírlap 2019. március 6-ai száma az alábbiakról számolt be:
„Felújítják az Orbán Ház Múzeumot
Hárommillió forintos pályázati támogatással nyolcmillió forintból újítják föl az Orbán-házat Szilvásváradon. Az Orbán Ház Múzeum néprajzi kiállítást is tartalmaz, valamint állandó tárlattal mutatja be a környék geológiáját és őstörténetét.
- A múzeum udvarára költözik a Regős József vezette Archeopark, két attrakció lesz egy helyen, így várhatóan több csoport, főként kiránduló diákok fogják látogatni a múzeumot, ahol így állandó felügyelet lesz. Több programot is tervezünk szervezni oda, azt szeretnénk, ha a turizmus nem csak a település felső részén koncentrálódna - emelte ki a beruházás jelentőségét Szaniszló László. A település polgármestere kifejtette, az épületen az 1980-as évek óta nem volt nagyobb felújítás. Most a kerítés és az épületek vakolatjavítását tervezik szellőző vakolattal, meszelő felületkezeléssel. Felújítják a villamos rendszert, a házhoz illő lámpatesteket szerelnek föl, s nagyon fontos előrelépés lesz, hogy WC-t és mosdót is kialakítanak az épületen belül.”
A Heves Megyei Hírlap 2020. augusztus 14-ei száma az alábbi, az Orbán Házra vonatkozó információkat tartalmazza:
„Új dolgok derültek ki Szilvásvárad őskori történetéből
Ha megújul az Orbán Ház, még részletesebben bemutathatják a település évezredekkel ezelőtti múltját. Tóth Balázs
[...] - Egy újabb pályázatunk az Orbán Ház Múzeum felújítását, átalakítását, új szolgáltatások bevezetését segítené, új lendületet adna a jövőhöz. Jelenleg a kiállítási anyagot szortírozzuk. Most két témában látható kiállítás a házban, van egy néprajzos és egy őstörténetről szóló, utóbbit jobban különválasztanánk, s még részletesebb információkkal szolgálnánk. Még inkább meg tudjuk világítani, milyen csodás környezetben élünk itt. Szilvásvárad természeti környezete és régészeti múltja is hihetetlenül gazdag - mondta Regős József.”
A Heves Megyei Hírlap 2021. június 4-ei számának írása:
„Megújulhat az Orbán Ház Múzeum
SZILVÁSVÁRAD Egy nemzetközi pályázatnak köszönhetően megújul Szilvásváradon az Orbán ház. A szlovák és magyar projekt nyitórendezvényét tegnap tartották. A szlovákiai Gombaszög és Szilvásvárad közös pontja, hogy mindkettő jelentős turisztikai és kulturális örökséggel rendelkezik, mely kiaknázásra vár. A két partnert közös múlt köti össze, amely az utóbbi időkben feledésbe merült, de a pályázatnak köszönhetően ez újjáéled. - Két épület újul meg, az Andrássy-kúria Gombaszögön és az Orbán ház. A fejlesztést követően mindkét épület múzeumi funkciót lát majd el. Szilvásváradon többek között a vasmegmunkálást és a bükki kultúrát mutatjuk be - mondta el lapunknak Szaniszló László, Szilvásvárad polgármestere. Gombaszögön megszépül az Andrássy-kúriához tartozó intézőlak, ahol egy apartmanházat és kávézót is kialakítanak. Szilvásváradon jurta tábor lesz, közvetlenül a múzeum szomszédságában. A partnerek közös turisztikai csomagokat terveznek komplex szolgáltatásokkal. Még 2019-ben nyújtott be pályázatot önkormányzatunk a felvidéki Gombaszögi nyári tábort üzemeltető társulással, egy magyar és egy szlovák vállalkozással közösen. Célunk az Orbán Ház Múzeum felújítása, színvonalas helytörténeti kiállítás létrehozása. Reményeink szerint egy éven belül megvalósulhat a beruházás - tette hozzá a polgármester. M. H.”
A Heves Megyei Hírlap 2021. december 10-ei számának cikke további adatokkal szolgál a megújuló Orbán Házról:
„Csűr és jurtatábor is létesül az Orbán Ház Múzeum területén
Bővítik is a kiállítóhelyet
SZILVÁSVÁRAD Európai uniós, határon átnyúló pályázati programnak köszönhetően újítják föl a szilvásváradi Orbán házat. A szilvásváradi beruházás alapkövét szerdán tették le a felvidéki partnerek és Horváth László parlamenti képviselő jelenlétében. Szaniszló László polgármester elmondta, nem csak a múzeum újul meg, fölépítik újra a csűrt, amely kiállításoknak és rendezvényeknek is helyet ad. A múzeum mögött vásárolt telken az Archeopark kap helyet hat önálló őstörténeti kiállítással, míg egy másik telken a Hegyvidék Outdoor Kft. alakít ki jurtatábort szociális blokkal együtt. A kivitelezésre kiírt közbeszerzés a második körben lett eredményes, az építési munkát a Tetőcentrum Kft. végezheti, jövő őszre szeretnének elkészülni vele. Szaniszló László megemlítette, Szilvásvárad partnere a felvidéki Gombaszög, érdemes ellátogatni a településre. Ott felújítják az Andrássy-kúriát, valamint egy vállalkozás kávézót újít meg. Megtudtuk, Szilvásvárad 383,4 ezer, a turisztikai vállalkozás 85 ezer eurót nyert a pályázaton. T.B.”
Részlet a Kassai Figyelő 2022. február 1-jei számának cikkéből:
„Szaniszló László, Szilvásvárad polgármestere elmondta, hogy az 1500 fős településükön közel egymillió turista fordul meg évente. A Szalajka-völgy látványosságai, a kisvasút, illetve a lipicai ménes vonzza az oda látogató vendégeket. Több közös történelmi szállal kapcsolódik egymáshoz a két település. Ezek mentén indultak el, hiszen nekik is van egy műemlék jelleggel bíró épületük, az Orbán-ház, amely tájház és múzeum egyben. Ezt az épületet és berendezését tervezik felújítani, valamit szeretnének egy nagyon régi csűrt újjáépíteni, amely rendezvényhelyszínként is szolgálna a műemlék múzeum mellett, majd egy kisebb községi területen őstörténeti kiállítás egy részét hoznák létre. A projekt célja a közös együttműködés Gombaszöggel, különböző kedvezményrendszerekkel. Egymás ajánlásával szeretnék azt elérni, hogy a Szilvásváradon megforduló vendégek legalább egy része ellátogasson Gombaszögre, felfedezze ezt a csodálatos természeti környezetet. A projekt az Interreg V - A Szlovákia - Magyarország Együttműködési Program keretében az Európai Unió támogatásával, az Európai Regionális Fejlesztési Alap társfinanszírozásával valósul meg.”
A Heves Megyei Hírlap 2022. július 20-ai cikkének részlete az Orbán Házban már javában zajló felújítási munkálatok időszakának történéseibe nyújtott betekintést:
„A melléképületeket meg is kellett erősíteni
Az Orbán ház jövőre már a látogatóké lesz
Kölcsönösen kedvezményeket nyújtanak majd a Gombaszögön és a Szilvásváradon turistáskodóknak. Tóth Balázs
SZILVÁSVÁRAD Félidejénél tart a szilvásváradi Orbán Ház Múzeum felújítása és bővítése. Szaniszló László polgármester elmondta, a főépületben kicserélték az ablakokat és injektálással víztelenítették a falakat, ehhez a belső részeken is le kellett bontani a vakolatot. Újra cserélték a villamos rendszert, és az épületgépészeti felújítás is megtörtént. A házban a látogatók jobb kiszolgálása érdekében vizesblokkot és a személyzet részére szociális blokkot alakítanak ki, a szennyvízcsatornára is rákötötték az ingatlant. Mint mondta, rendszeresen konzultáltak a műemlékvédelemmel, hiszen az épület műemlék, s mindent betartottak, amit a szakemberek előírtak. A polgármester hozzátette, fűtést továbbra sem terveznek az épületbe, azt a műemlékvédelem sem szorgalmazta, így a nyitvatartás tavasztól őszig lesz majd, szezonon kívül egyébként sem lehetne sok látogatóra számítani. Az udvari épületek rosszabb állapotban voltak, mint azt előzetesen gondolták, a jegypénztár épületét például vissza kellett bontani, s meg kellett erősíteni a falakat. A nyárikonyhával hasonló volt a helyzet, a tetőt ott is vissza kellett bontani, s vasakkal kellett körbefogatni a falakat. Eközben zajlik a csűr építése, ez ad majd otthont a rendezvényeknek, illetve ide lehet behúzódni, ha szükség van, hogy tető legyen az emberek feje fölött. Az udvar második felében az Archeopark hat bemutatóhelyének alapja készült el, egynek már a falai is állnak. A magyar pályázati partner ezen a héten kezdi el a másik telken a jurtatábor építését, ott alapot készítenek, jurtákat állítanak, illetve szociális épületet emelnek. Az Orbán ház ad majd otthont továbbra is a helytörténeti gyűjteménynek, amelyet még pár aprósággal kell bővítenünk. Néhány tárgyat már az előző években is vásároltunk, volt helyi gyűjtés. Az őstörténeti bemutatók, viseletek és eszközök bővülnek majd, Regős József korábban is látható anyagán alapulnak, de emelünk a kiállítás színvonalán - fejtette ki Szaniszló László, aki szerint az építkezés ősz végén befejeződhet és tavasszal megnyílhat a kiállítóhely. [...]”
A HEOL cikke beszámolt a 2023 májusának végén történt megnyitóról, átadásról:
„Átadták a megújult Orbán házat Szilvásváradon, kovácsműhelyt is berendeztek + fotók, videó
A település legidősebb épületcsoportját fölújították és kiállító, ifjúsági komplexummá alakították.
Átadták a felújított Orbán házat és a hozzá kapcsolódó komplexumot Szilvásváradon. Az önkormányzat 384 ezer eurónyi európai uniós támogatásból, Magyarország-Szlovákia határon átnyúló együttműködési pályázatból vitte végig a beruházást, de emellé a tervezettnél több önerőt, 25-30 millió forintot is hozzá kellett tenniük. Szaniszló László polgármester elmondta, a tájház korábban a Bükki Nemzeti Park Igazgatóság, majd a Dobó István Vármúzeum kezelésében volt, múzeum működött benne, majd a 2000-as években a község hasznosította, cserépedény kiállítást rendeztek be benne, 2008-2009-től kezdve pedig megtöltötték élettel. 2018-ban gondoltak merészebbet, s végül a Via Carpatia Egyesülettel kezdtek együttműködésbe, akik megtalálták a pályázathoz gombaszögi partnerüket. Gombaszögön az Andrássy kastélyt újította föl egy helyi egyesület és egy vállalkozás egy hozzá tartozó másik régi épületben kávézót, s szálláshelyet nyitott. Szaniszló László a beruházásról részletezve kifejtette, a pályázati pénzből fölújították az Orbán házat és a hozzá tartozó két melléképületet, egyikben jegypénztár, másikban kovácsmúzeum és agyagozó foglalkoztató található. Régen állt egy csűr is az udvaron, amelyet már korábban elbontottak, ennek helyére épült egy a környezetbe illeszkedő új csűrépület, amely kiállításoknak és rendezvényeknek is otthont ad. Csinosították az udvart, hátul pedig őstörténeti kiállítást rendeztek be, több korszak jellegzetes épületeit, felszereléseit ismerhetik meg a látogatók. A hat állomásból álló őstörténeti tárlatot Regős József, az újabb kori helytörténetit Gál Árpád mutatja be az érdeklődőknek, mindketten szívügyüknek tekintik a helytörténeti kutatásokat. Szaniszló László elmondta, bevontak egy vállalkozót is a pályázatba, a kalandparkot, ifjúsági szállást működtető Hegyvidék Outdoor Kft. egy jurtatábort létesített a szomszédos telken. […] Az átadót követően emlékfát ültettek a már elhunyt Pelcz Zoltán szobrász, keramikus tiszteletére, valamint időszaki kiállítás nyílt az Orbán házban Debreczeni Zsóka és Pelcz Zoltán kerámiáiból.”
Részlet a HEOL 2024.01.18-ai cikkéből:
„Fél év alatt közel kétezer fizető vendég az Orbán-házban
Idén több programot is szeretnének szervezni a kibővült szilvásváradi turisztikai attrakcióban.
Lezárta az Orbán Ház Múzeum felújításáról és átalakításáról szóló nemzetközi pályázatát a szilvásváradi önkormányzat. A helyi kiállító- és közösségi tér, valamint védett ingatlan az Interreg V-A Szlovákia-Magyarország Együttműködési Programban nyert 472,5 ezer eurót. […] Szaniszló László szilvásváradi polgármestertől megtudtuk, a júliusi nyitás óta körülbelül 1800 fizető látogató volt a múzeumban, azonban tartottak ingyenes napokat, rendezvényeket is, így ennél többen fordultak meg a kiállításokon. Erre az évre tervezik az igazi működtetést, több eseményt, akciót szerveznek oda, illetve a hely marketingjét is erősítik. A Hegyvidék Outdoor Programszervező Iroda kft. közleménye szerint ők szilvásváradi partnerként 85 ezer euró támogatással alakították ki jurtatáborukat a múzeum mellett. Ez érdekes vonzerőt jelent a különböző turisták számára, mert mind a felnőtteket, mind a gyerekeket érdekli. A történelmi kiállítás mellett található jurták elhelyezkedése élményt nyújt a történelem megismerésében, hiszen nemcsak a jurtában folyó életről szóló kiállítás tekinthető meg, de ki is lehet próbálni a valóságban.”
A 2023-ban megújult Orbán Ház (Helytörténeti Kiállítóhely és Archeopark) az alábbi részekből áll:
·      helytörténeti kiállítás (az itt látható helytörténeti, néprajzi gyűjtés 100-150 évre tekint vissza)
·      archeopark (Szilvásvárad és a Bükk hegység ősi múltját tekinti át)
·      kovácsműhely és kerámia foglalkoztató
·      őstörténeti kiállítás és kőtár (a látogatók ízelítőt kaphatnak Szilvásvárad és a Bükk világviszonylatban különleges kőzettörténetéről, őstörténetéről)
·      archeo jurtatábor (szálláslehetőséget kínál gyermek és felnőtt csoportok részére)
Források:
1.    A NEMZETI PARK ÁLLANDÓ KIÁLLÍTÁSA, Déli Hírlap, 1983. április 29. 15. évfolyam 101. szám 2. o.
2.    Az őstörténettől a néprajzi kincsekig, Magyar Hírlap, 2010. június 05. 43. évfolyam 129. szám 22. o.
3.    Állandó kiállítás a Bükkről Szilvásváradon. Megnyitja kapuit az Orbán-ház. Mától megtekinthető a barlangi medve és a 300 millió éves kövület, Népújság, 1983. április 22. 34. évfolyam 94. szám 8. o.
4.    Bodó Sándor (1981): Népi műemlékek múzeumi berendezéséről. In: Múzeumi Közlemények. 1981/ 1. 68-71.
5.    Csinosítás és turistacsalogatás, Heves Megyei Hírlap, 2003. október 24. XIV. évfolyam 248. szám 6. o.
6.    Demeter Dénes (szerk.): Az elfeledett kapcsolat újjáélesztésére. Gombaszög és Szilvásvárad. (Debrecen, 2022)
7.    Felújítják az Orbán-házat. Falumúzeumot létesítenek Szilvásváradon, Népújság, 1978. november 2. 29. évfolyam 259. szám 8. o.
8.    Felújítják az Orbán Ház Múzeumot, Heves Megyei Hírlap, 2019. március 06. 30. évfolyam 55. szám 4. o.
9.    Dr. Füköh Levente – Dr. Bakó Ferenc: Szilvásvárad - Orbán – ház. (Budapest, 1984)
10. Hanthy Kinga: Eltájolt házak (1) Tegyenek velük amit akarnak, Magyar Nemzet, 1991. október 16. 54. évfolyam 243. szám 7. o.
11. HU-MNL-BAZVL-IV-501-J. [Magyar Nemzeti Levéltár Borsod-Abaúj-Zemplén Vármegyei Levéltára, Nemesség-összeírások 1800-1848, 5. doboz, Szilvás 1809]
12.  HU-MNL-HML-XII.3. [Magyar Nemzeti Levéltár Heves Vármegyei Levéltára, Egri Érsekség Gazdasági Levéltára III. Classis: Papi tizedre vonatkozó iratok. Dézsmajegyzékek Borsod megye falvairól, 104. nagy doboz, Szilvás, Bekölce 1778-1847]
13. Lehoczky Alfréd: Szilvásvárad története. Középkor. (Miskolc, 1997)
14. Máté Gyöngyi: Alapkőletétel a gombaszögi Andrássy-kúriánál, Kassai Figyelő, 2022. február 01. 20. évfolyam 2. szám 7. o.
15. M.H.: Megújulhat az Orbán Ház Múzeum, Heves Megyei Hírlap, 2021. június 04. 32. évfolyam 127. szám 3. o.
16. Nagy tüz Szilváson, Pesti Napló, 1894. október 24. 45. évfolyam 294. szám 2. o.
17. Négyessy: Ódon falak között, Heves Megyei Hírlap, 2005. március 22. 16. évfolyam 67. szám 2. o.
18. Négyessy Zita: Háromlábú lábas, eszváta, Heves Megyei Hírlap, 2010. május 11. 21. évfolyam 108. szám 4. o.
19. Négyessy Zita: Bizonyosan itt lakott az ősember, Heves Megyei Hírlap, 2010. május 30. 13. évfolyam 22. szám 3. o.
20. No. 1802. esztben születtettek, meg kereszteltettek e következendök. 1. lap. "Hungary, Reformed Church Christenings, 1624-1895," database, FamilySearch (https://familysearch.org/ark:/61903/3:1:939K-R3ST-XK?cc=1858355 : 24 May 2019), > image 1 of 1; Országos Leveltár, Budapest (Hungary National Archives, Budapest).
21. Orbán Ház Helytörténeti Kiállítóhely és Archeopark https://www.szilvasvarad.hu/hu/muzeum/orban-haz-helytorteneti-kiallitas-es-archeopark
22. Regős József: Az Orbán-Ház rekonstruálható története. https://orbanhaz.hu/az-orban-haz-tortenete/
23. Szilvásvárad: Tizenöt éves az Orbán-ház kiállítása, Heves Megyei Nap, 1998. június 12. 5. évfolyam 136. szám 5. o.
24. Szilvásvárad – Az Orbán-ház…, Heves Megyei Hírlap, 2004. július 27. 15. évfolyam 174. szám 5. o.
25. Szilvásvárad földesurai (Összeállította: Vass Zoltán könyvtáros) https://www.onkormanyzat.szilvasvarad.hu/onkormanyzat/szilvasvarad-tortenete/szilvasvarad-foldesurai
26. SZ.R.: Új tárlat az Orbán-házban. A TERV. Képzőművészeti foglalkozások is lesznek, Heves Megyei Hírlap, 2005. március 14. 16. évfolyam 61. szám 2. o.
27. T.B.: Bővítik is a kiállítóhelyet, Heves Megyei Hírlap, 2021. december 10. 32. évfolyam 286. szám 3. o.
28. Tojásdíszítők nemzetközi találkozója Szilvásváradon, Heves Megyei Hírlap, 2007. augusztus 06. 18. évfolyam 182. szám 5. o.
29. Tóth Balázs: Új dolgok derültek ki Szilvásvárad őskori történetéből, Heves Megyei Hírlap, 2020. augusztus 14. 31. évfolyam 190. szám 6. o.
30. Tóth Balázs: Az Orbán ház jövőre már a látogatóké lesz, Heves Megyei Hírlap, 2022. július 20. 3. évfolyam 167. szám 4. o.
31. Tóth Balázs: Átadták a megújult Orbán házat Szilvásváradon, kovácsműhelyt is berendeztek + fotók, videó, HEOL HEVES VÁRMEGYEI HÍRPORTÁL, Beruházás, 2023.05.31. 17:23 https://www.heol.hu/helyi-kultura/2023/05/atadtak-a-megujult-orban-hazat-szilvasvaradon-kovacsmuhelyt-is-berendeztek-fotok
32. Tóth Balázs: Fél év alatt közel kétezer fizető vendég az Orbán-házban, HEOL HEVES VÁRMEGYEI HÍRPORTÁL, Turizmus, 2024.01.18. 15:58 https://www.heol.hu/helyi-kozelet/2024/01/orban-haz-szilvasvarad-felujitas
33. Tüzvész, Budapesti Hirlap, 1894. október 24. 14. évfolyam 294. szám 7. o.
34.  Tüzvész, Pesti Hirlap, 1894. október 24. 16. évfolyam 297. szám 8. o.